# Amerikai ötvencentes érme
A 0,50 USA dolláros, azaz 50¢-es, vagy 50 centes az Egyesült Államok egy ritkán használt érméje, amely a dollár 50/100, vagyis 1/2 része. Beceneve a half vagy half dollar, amely az értékére utal.

## Minták
| Előlap | Hátlap               | Átmérő   | Vastagság | Súly    | Összetétel             | Verési évek                                           | Előlap          | Hátlap                                                     |
| ------ | -------------------- | -------- | --------- | ------- | ---------------------- | ----------------------------------------------------- | --------------- | ---------------------------------------------------------- |
|        |                      | 30,61 mm | 2,15 mm   | 11,34 g | 91,67% réz 8,33 nikkel | 1975-1976                                             | John F. Kennedy | Az Egyesült Államok függetlenné válásának 200. évfordulója |
|        | 1971-1974, 1977-most | 30,61 mm | 2,15 mm   | 11,34 g | 91,67% réz 8,33 nikkel | A Great Seal, az Egyesült Államok fő nemzeti jelképe. | John F. Kennedy |                                                            |

## Emlékérmék
| Előlap | Hátlap | Átmérő   | Súly    | Összetétel         | Verési évek           |
| ------ | ------ | -------- | ------- | ------------------ | --------------------- |
|        |        | 30,61 mm | 12,5 g  | 90% Ezüst, 10% Réz | 1892-1954, 1982, 1993 |
|        |        | 30,61 mm | 11,34 g | 92% Réz, 8% Nikkel | 2014, 2019, 2020      |
|        |        | 30,61 mm | 11,34 g | 92% Réz, 8% Nikkel | 1986-most             |